# سس وافو
سس وافو (和風ドレッシング wafū doresshingu), درواقع یک نوع " سس ژاپنی-وینگرت", -سس سالاد،  محبوب در ژاپن است.
سس استاندارد وافو از مخلوطی از سس سویا ژاپنی، سرکه برنج، میرین و روغن گیاهی تشکیل شده‌است. تنوع زیادی وجود دارد که با مواد اضافی مانند آئونوری، شیسو، زنجبیل رنده شده، کاتسووبوشی، پوره امبوشی، واسابی یا مرکباتی مانند لیمو یا یوزو طعم‌دار می‌شود. نوعی از روغن کنجد را chūka dressing (中華ドレッシング) می‌نامند که به معنای "سس چینی " است، و سالادی که با سس chūka-fū salad (中華風サラダ) به سبک چینی) نامیده می‌شود.